# Gustaf Jansson (friidrottare)
Gustaf Jansson, född 5 januari 1922 i Forshyttan utanför Brattfors, död 11  april 2012 i Karlstad, var en svensk friidrottare som erövrade bronsmedalj vid OS 1952.
Han tävlade för IK Viking och IF Göta. Han vann SM-guld på 25 000 m mellan 1950 och 1953 samt i maraton 1951–1953. Han placerade sig på femte plats på maraton i EM 1954.
Janssons största idrottsliga bedrift är bronsmedaljen i maraton vid OS 1952 i Helsingfors, där han länge ledde loppet före Emil Zátopek, som dock vann med Reinaldo Gorno som tvåa. 
Han var Stor grabb inom friidrott med nummer 159.